# Odre

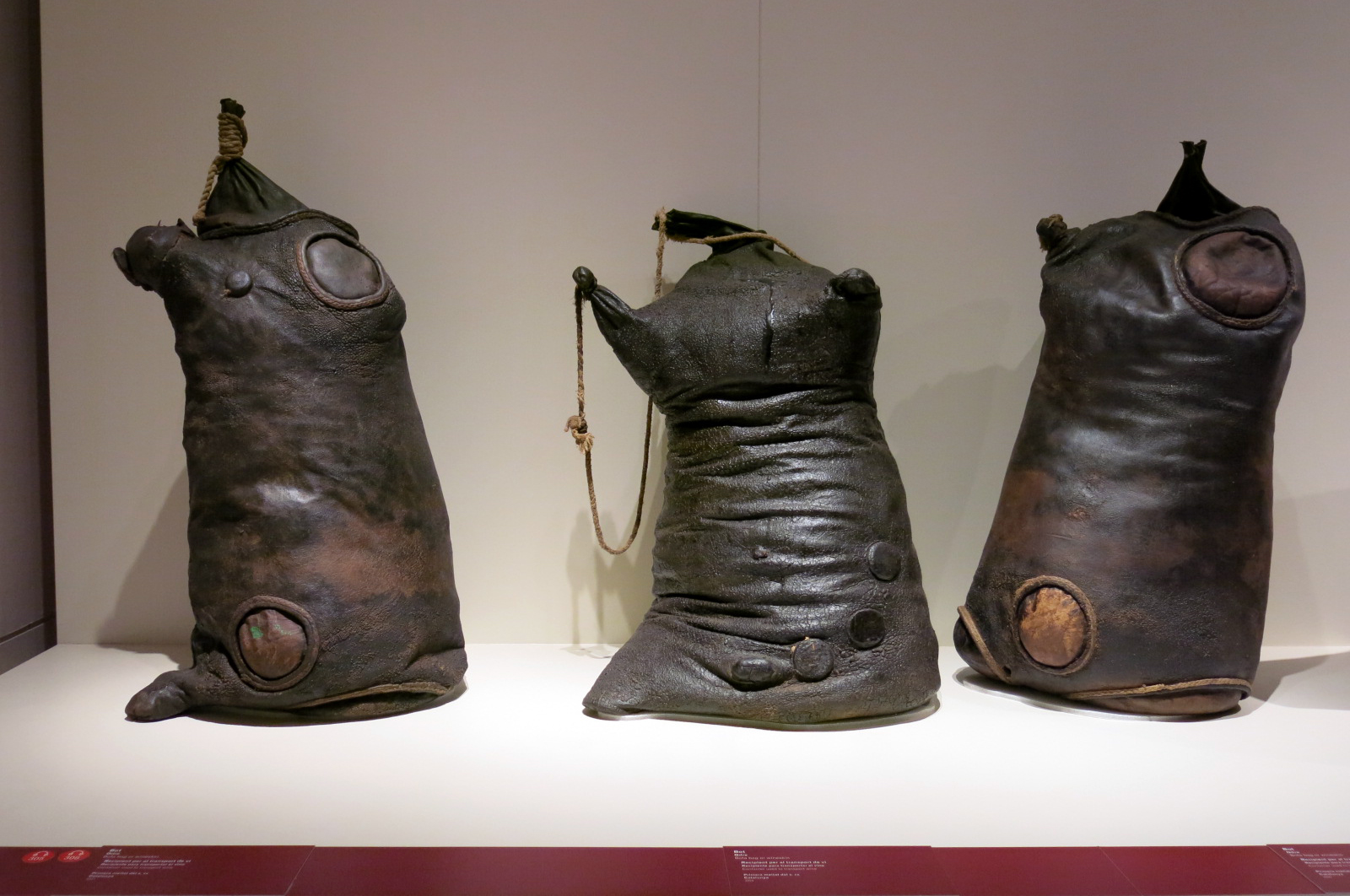
Bots de vi.

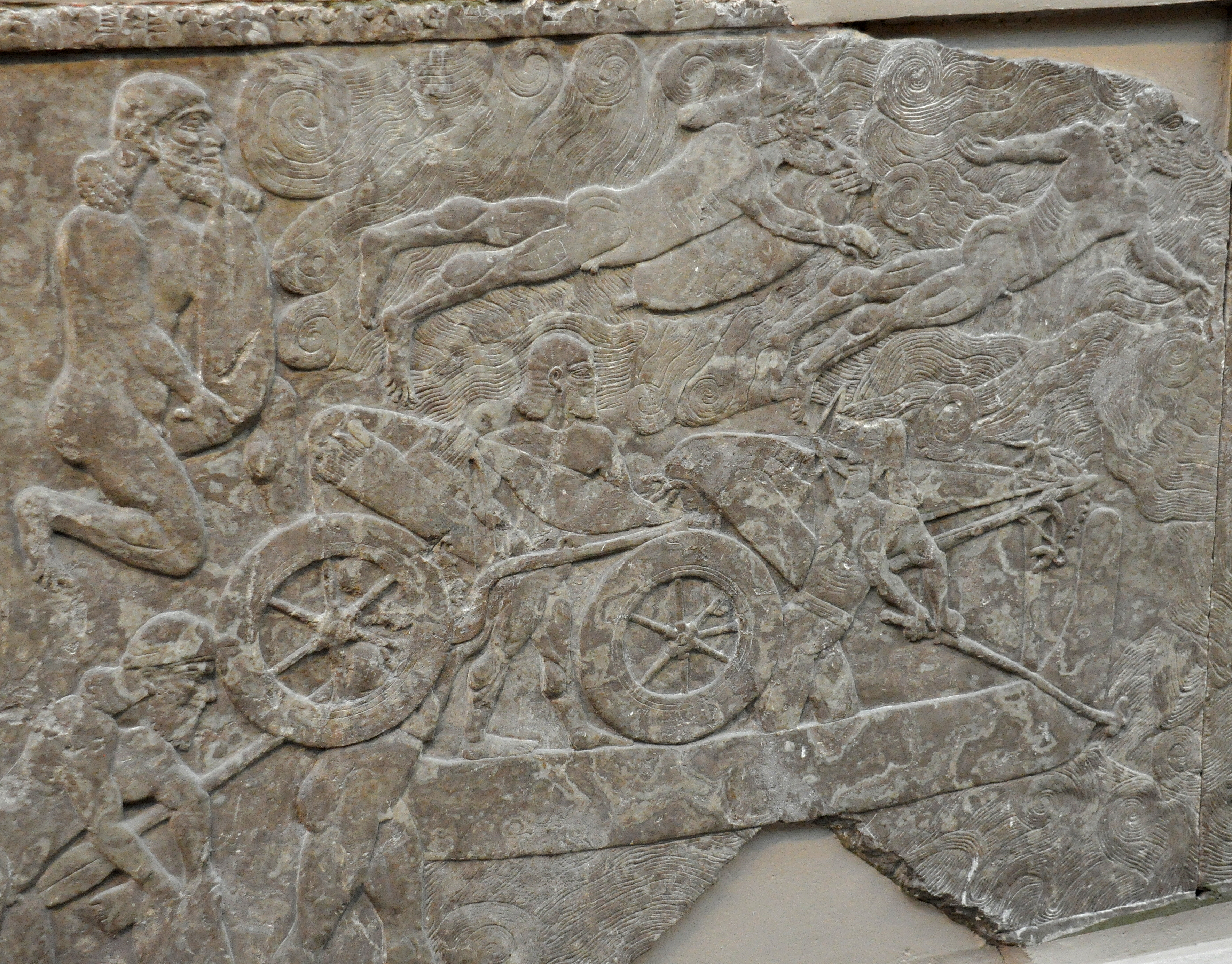
Soldat assiri travessant un riu ajudat per un odre.

L'odre o bot era una pell cosida i enganxada que s'utilitzava antigament per a portar líquids, com aigua, oli, llet, i vi, i altres substàncies, com mantega i formatge.
L'odre (gr. a·skós) se solia fer de la pell sencera d'un animal al qual, després de mort, es tallava el cap i les potes, per a després treure'n la pell. El cuir era adobat i es cosien totes les obertures llevat d'una. Aquesta, que podia ser el coll o una de les potes, es tancava amb un tap o cordill. Les pells que s'usaven per a fer odres eren d'ovella, cabra i a vegades de bou. Algun cop es conservava el pèl de l'animal pels odres destinats a portar llet, mantega, formatge i aigua. Es requeria un procés d'adob més complet en els odres utilitzats per a oli i vi. Si els bots destinats per a aigua no estan ben adobats, l'aigua pot prendre una sabor desagradable.

## Usos militars
Els odres buits i inflats poden ser usats com a flotadors prou efectius. Hi ha constància de soldats assiris travessant un riu amb l'auxili de pells inflades i de Juli Cèsar que comenta el pas del riu Segre per part de soldats hispans (vegeu el terme “utri”, en llatí, que correspon a odres).